# Megaselia daphne
Megaselia daphne är en tvåvingeart som beskrevs av Borgmeier 1962. Megaselia daphne ingår i släktet Megaselia och familjen puckelflugor. Inga underarter finns listade i Catalogue of Life.